# Юлиус фон Вунсторф
Юлиус фон Вунсторф (на немски: Julius, Graf von Wunstorf zu Winzenburg;† сл. 1463) е граф на Вунсторф, господар на замък Винценбург в Долна Саксония.
Той е син на граф Лудолф III фон Вунсторф († 1391) и втората му съпруга Рихца фон Хомбург-Еверщайн, дъщеря на граф Ото X фон Еверщайн († 1373) и Агнес фон Хомбург. Внук е на граф Йохан II фон Роден, Вунсторф и Лауенроде († 1334) и втората му съпруга Валбург фон Росдорф († 1358).
Брат му Йохан IV († 1401) e граф на Роден и Вунсторф.
През 1446 г. графовете на Вунсторф продават графството си на епископа на Хилдесхайм.

## Фамилия
Юлиус фон Вунсторф се жени на 10 юни 1408 г. за Юта фон Дипхолц († 1422), сестра на Рудолф († 1455), епископ на Утрехт (1423 – 1455) и Оснабрюк (1454 – 1455), дъщеря на Йохан II фон Дипхолц († 1422) и графиня Кунигунда фон Олденбург, дъщеря на граф Конрад II фон Олденбург († 1401/1402) и Кунигунда. Те имат един син:
- Лудолф V фон Вунсторф († 30 юли 1471, погребан в Дернебург), граф, господар на замък Винценбург, Шладен и занък Волденберг; има син